# Pierre Christin
Pierre Christin (Saint-Mandé, 27 de julho de 1938 – Paris, 3 de outubro de 2024) foi um escritor e argumentista de banda desenhada. Ficou conhecido pela sua parceria com Jean-Claude Mézières na série Valerian, agente espaço-temporal.

## Biografia
Estudou na Sorbonne e no Institut d'Etudes Politiques de Paris e defendeu a sua tese de doutoramento em Literatura Comparada sobre "Le fait divers, littérature du pauvre". Em 1965, mudou-se para os EUA. Era professor de literatura francesa em Salt Lake City, local onde reencontrou Jean-Claude Mézières. De volta à França, eles enviaram à revista Pilote uma história de banda desenhada de de ficção científica que acabou por ser publicada.
Continuaram a colaborar e, em 1967, nasceu "Valérian et Laureline" na história "Les Mauvais rêves" (Os sonhos ruins), publicada pela Pilote. 
Também trabalhou com os outros desenhistas, ele escreveu para, Jacques Tardi, Boucq, Vern, Enki Bilal, Annie Goetzinger, entre outros. Teve a capacidade de escrever com estilos diferentes para cada colaboração, com Mezieres, para "Valérian", optimista e utópico, pesado e negro com Bilal em "Les Phalanges de l'Ordre noir" (As Falanges da Ordem Negra) e "Partie de chasse" (Festa de Caça) e íntimo com Annie Goetzinger "La Demoiselle de la Légion d'honneur, Paquebot" (A Menina da Legião de Honra, o Navio).
Também escreveu romances: "Les Prédateurs enjolivés" (Os predadores embelezados), "ZAC", "Rendez-Vous en ville" (Rendez-Vous na cidade), "L'Or du zin" (O ouro do zinco), "Petits crimes contre les humanités" (Pequenos crimes" contra as humanidades). Também escreveu argumentos para cinema, "Bunker Palace Hôtel" de Enki Bilal.
Ele também foi professor no Institut de journalisme Bordeaux-Aquitaine, onde foi um dos fundadores.

## Obra
Banda desenhada
- Valérian com Jean-Claude Mézières (Dargaud): 26 álbuns
- Humanoïdes Associés com Enki Bilal (Casterman): 6 álbuns
- Com Annie Goetzinger (Dargaud): 11 álbuns
- Com Philippe Aymond (Dargaud): 5 álbuns
- Com outros desenhistas: Jacques Tardi, Jean Vern, Patrick Lesueur, François Boucq, Jacques-Henri Tournadre, Bernard Puchulu, Daniel Ceppi, Alain Mounier, André Juillard, Andréas Knigge, e outros: 13 álbuns

Livros ilustrados
- 14 livros com: Enki Bilal, Jean-Claude Mézières, Annie Goetzinger, Philippe Aymond, Jean-Claude Denis, Max Cabanes, Jacques Ferrandez e Alexis Lemoine.

Romances
- 1976: Les Prédateurs enjolivés (Robert Laffont)
- 1979: Le futur est en marche arrière (Encre)
- 1981: Zac (Grasset)
- 1994: Rendez-vous en ville (Flammarion)
- 1998: L’Or du zinc (Albin Michel)
- 2006: Petits Crimes contre les humanités (A.-M. Métailié)

Cinema
- 1989: Bunker Palace Hôtel

Teatro
- 1989: Ce soir on raccourcit, com o grupo Tête Noire